# 道の駅☆ロマン街道しょさんべつ
道の駅☆ロマン街道しょさんべつ（みちのえき ロマンかいどうしょさんべつ）は、北海道苫前郡初山別村にある国道232号の道の駅である。

## 主な施設
- 駐車場
  - 普通車：122台
  - 大型車：5台
  - 身障者用：5台
- トイレ（いずれも24時間利用可能）
  - 男：大 2器、小 4器
  - 女：6器
  - 身障者用：1器
- 公衆電話：1台
- 観光案内所
- 物産コーナー
- 食堂
- しょさんべつ天文台
- しょさんべつ温泉（岬の湯）
- みさき台公園オートキャンプ場

## 休館日
- 毎週火曜日
- 年末年始

## アクセス
- 国道232号

## 周辺
- 豊岬海水浴場